# Michel Martone
Michel Martone (Nizza, 8 gennaio 1974) è un giurista italiano. È stato viceministro del lavoro e delle politiche sociali del Governo Monti dal 29 novembre 2011 al 27 aprile 2013.

## Carriera accademica
Professore ordinario di Diritto del lavoro presso la Facoltà di Economia dell’Università di Roma La Sapienza, dove insegna anche Relazioni Industriali e Diritto della Previdenza Sociale.
Si è laureato in giurisprudenza all'Università La Sapienza di Roma nel 1997.
Nello stesso anno inizia il dottorato di ricerca all'Università di Modena.
Nel 2000 diventa ricercatore di ruolo all'Università di Teramo e l'anno successivo professore associato di diritto del lavoro presso la facoltà di giurisprudenza della stessa Università. Nel 2003 vince il concorso da professore ordinario all'Università di Siena.
Martone è stato visiting professor presso l'Industrial and Labor Relations School della Cornell University, docente stabile presso la Scuola Nazionale Superiore della Pubblica Amministrazione della Presidenza del Consiglio dei Ministri e professore incaricato di Diritto del lavoro presso la Facoltà di Giurisprudenza della LUISS.
Autore di numerosi saggi su riviste scientifiche nazionali e internazionali, la sua seconda monografia Governo dell’economia e azione sindacale, nel Trattato di diritto commerciale e diritto pubblico dell’economia diretto da Francesco Galgano, Volume XLII, Padova, CEDAM, 2006 è stato selezionato tra i Libri dell’anno nella scienza giuridica.
I suoi articoli sono pubblicati su Il Messaggero. In precedenza ha pubblicato anche su Il Sole 24 Ore, L’Huffington Post e Il Riformista, ed è stato editore del progetto editoriale Dillinger.

## Incarichi governativi
Il 28 novembre 2011 Martone è stato nominato viceministro del Ministero del lavoro e delle politiche sociali del Governo Monti e ha giurato il giorno successivo.
Ha ricevuto le deleghe alle politiche attive e passive del lavoro, all'occupazione giovanile, alla formazione, alle relazioni industriali e ai rapporti di lavoro. Ha collaborato alla riforma del mercato del lavoro, a quella della previdenza sociale e ai primi provvedimenti di incentivazione delle startup.
Sin dall'inizio i suoi rapporti di lavoro con il ministro Elsa Fornero sono stati indicati come turbolenti.
Ha seguito gran parte dell'attività parlamentare in materia di mercato del lavoro, relazioni industriali, previdenza sociale e ammortizzatori sociali.
In collaborazione con il Ministero dello sviluppo economico si è occupato di gestione degli ammortizzatori sociali, di tavoli di crisi seguendo diverse trattative.

## Attività Professionale
È avvocato del Foro di Roma, abilitato al patrocinio presso le Supreme Corti. Titolare dello studio legale omonimo, membro dell’International Bar Association (IBA), dell’Associazione Avvocati Giuslavoristi Italiani (AGI) e dell’Associazione Italiana di Diritto del Lavoro e della Sicurezza Sociale (AIDLaSS).

## Riconoscimenti internazionali
Su invito del Governo Macron, ed in particolare dal Ministero del Lavoro e dall’Alto Commissario per le Pensioni, è stato relatore al seminario internazionale di studio organizzato dal Senato della Repubblica Francese sulla riforma dei sistemi di welfare continentali dove ha tenuto la relazione "Retraites: leçons des réformes italiennes". È stato altresì relatore al XXI Congresso Annuale dell’Associazione Italiana di Diritto del Lavoro e della Sicurezza Sociale (AIDLaSS) Archiviato il 26 settembre 2020 in Internet Archive. con una relazione sul tema “Retribuzione e struttura della contrattazione collettiva”.
Ha rappresentato l’Italia nel Consiglio di Amministrazione di EuroFound, la Fondazione istituita dalla Comunità europea per il miglioramento delle condizioni di vita e di lavoro. Nel 2014 è stato selezionato dal Dipartimento di Stato degli Stati Uniti di America per partecipare all’International Visitor Leadership Program dedicato a “The Role of Public Private-Partnerships in Restructuring Economies”. È stato nominato Young Global Leader dal World Economic Forum. È stato selezionato tra gli European Young Leaders dalla Fondazione Friends of Europe e da EuropaNova.

## Controversie

### Esternazione sulle lauree tardive
Il 24 gennaio 2012, nel corso di un convegno sul contratto di apprendistato, ha affermato:
La frase ha suscitato reazioni indignate mentre altri hanno criticato il termine scelto pur condividendo la sua posizione.. In seguito alle polemiche, Martone ha precisato che non si riferiva agli studenti lavoratori, a quelli con problemi di salute o agli studenti provenienti da famiglie con problemi economici. Nel 2013 Martone ribadisce la stessa posizione, intervistato da SKY TG 24.

### Supposte agevolazioni nella carriera universitaria
Altri, invece, hanno approfondito le possibili agevolazioni che avrebbe avuto durante la sua carriera universitaria, in particolare in relazione al concorso da ordinario vinto a 29 anni.
Martone presentò due monografie, una delle quali solamente in edizione provvisoria, che però fu successivamente selezionata tra i Libri dell'anno nella scienza giuridica. Nonostante la giovane età ottenne 4 voti positivi su 5 con il solo parere negativo di Franco Liso.

### Consulenza CiVIT
Figlio di Antonio Martone, che fu avvocato generale in Cassazione ed ex presidente dell'Associazione Nazionale Magistrati e che nel 2012 fu oggetto di un'inchiesta giornalistica de la Repubblica dal titolo "CiVIT, la strana consulenza al viceministro Martone" che faceva riferimento a polemiche relative a un incarico da lui assunto tre anni prima e che nel 2010 era stato oggetto di un'interrogazione parlamentare sollevata dal Senatore Pietro Ichino.
A seguito della nomina a viceministro, lo stesso Senatore Ichino ha precisato che Michel Martone era “la scelta migliore possibile". Ciò nonostante Antonio Martone, per porre termine alle polemiche, ha preferito dimettersi dalla presidenza della Civit, ma non dall'authority..

## Libri e Monografie
- Ha curato il Volume Il lavoro da remoto. Per una riforma dello smart working oltre l’emergenza, LA TRIBUNA, Piacenza, 2020[51]
- A che prezzo. L’emergenza retributiva tra riforma della contrattazione collettiva e salario minimo legale, LUISS University Press, Roma, 2019 ISBN 9788861053472
- Coautore del manuale Fondamenti di Diritto del Lavoro di Mattia Persiani ed altri, CEDAM, 2015 ISBN 9788813343668[52]
- Ha curato il Volume IV Contratto di lavoro e organizzazione, Tomo I, Contratto e rapporto di lavoro del Trattato di Diritto del Lavoro diretto da Mattia Persiani e Franco Carinci, CEDAM, 2011. ISBN 9788813312725.

- Governo dell'economia e azione sindacale, vol. XLII del Trattato di diritto commerciale e di diritto pubblico dell'economia, diretto da F. Galgano, Padova, CEDAM, 2006 ISBN 978-88-13-26899-2.
- Contratto di lavoro e beni immateriali nella Collana dell'Istituto di diritto privato dell'Università degli studi di Roma "La Sapienza", n.61 Padova, CEDAM 2002 ISBN 978-88-13-23077-7.